# Okky Lukman
Okky Ayudhia Lukman (Yakarta, 25 de agosto de 1984) llamada en ocasiones Okky Lukman, es una actriz y cantante indonesia. Okky está reproduciendo la televisión divertida "Pesbukers" con Olga Syahputra, Raffi Ahmad, y Jessica Iskandar.

## Filmografía

### Televisión
- Pesbukers (2013)